# Orthocladius brachypus
Orthocladius brachypus är en tvåvingeart som först beskrevs av Edwards 1931.  Orthocladius brachypus ingår i släktet Orthocladius och familjen fjädermyggor. Inga underarter finns listade i Catalogue of Life.